# I liga paragwajska w piłce nożnej (1923)
Mistrzem Paragwaju został klub Club Guaraní, natomiast wicemistrzem Paragwaju został klub Club Olimpia.
Mistrzostwa rozegrano systemem każdy z każdym mecz i rewanż. Najlepszy w tabeli klub został mistrzem Paragwaju.
Z ligi nikt nie spadł, a ponieważ awansował klub Deportivo Meilicke (wkrótce zmienił nazwę na General Caballero), liga została powiększona z 10 do 11 klubów.

## Primera División

### Wyniki
| Data            | Mecz                             |
| --------------- | -------------------------------- |
| 6 stycznia 1924 | Club Guaraní - Club Libertad 2:1 |

### Tabela końcowa sezonu 1923
| Poz | Klub                  | Punkty |
| --- | --------------------- | ------ |
| 1   | Club Guaraní          | 29     |
| 2   | Club Olimpia          | 26     |
| 3   | Club Libertad         | 23     |
| 4   | Club Nacional         | 20     |
| 5   | Atlántida SC          | 17     |
| 6   | Cerro Porteño         | 14     |
| 7   | Club River Plate      | 14     |
| 8   | Club Sol de América   | 13     |
| 9   | Club Presidente Hayes | 13     |
| 10  | Sastre Sport Asunción | 8      |